# Devil Without a Cause
Devil Without a Cause è il quarto album in studio del cantautore statunitense Kid Rock, pubblicato il 18 agosto 1998 dalla Atlantic Records e dalla Lava Records.

## Antefatti
Nel 1997 Jason Flom, capo dell'etichetta discografica Lava Records, dopo aver seguito un'esibizione dal vivo di Kid Rock, lo incontrò di persona e lo convinse a lavorare con lui. Il rapper gli mandò in seguito un demo con le prime versioni dei brani Somebody's Gotta Feel This e I Got One for Ya, e grazie all'impressione positiva dei discografici, poté firmare un contratto con l'Atlantic Records, in cambio di 150.000 dollari. In quel periodo Kid Rock sviluppò un modo di apparire da "lenone redneck", e decise di registrare e pubblicare un album con notevoli influssi rock e rap, sulla falsariga delle tendenze musicali dell'epoca, ma con elementi testuali rappresentativi delle sue origini bianche e rurali.

## Descrizione
È il primo grande album di successo del rapper statunitense, quello che lo ha reso famoso a livello mondiale. Il disco ha raggiunto la posizione numero 4 nella classifica Billboard 200 ed è stato premiato dalla RIAA con un disco di diamante nel 2003.
Devil Without a Cause ha venduto più di 11 milioni di copie nei soli Stati Uniti ed è il secondo disco più venduto del rapper di Detroit, dietro solo all'album del 2007 Rock n Roll Jesus.
L'album è inoltre considerato, insieme a Significant Other dei Limp Bizkit, molto influente per il movimento rap metal sviluppatosi alla fine degli anni novanta, ed è riuscito a riscuotere un buon successo di critica.
I singoli estratti dall'album sono Bawitdaba (considerata ancora oggi la canzone più famosa di Kid Rock, inserita nella classifica "100 Greatest Hard Rock Songs" di MTV), Cowboy, Only God Knows Why, I Am the Bullgod e Wasting Time, che hanno riscosso un buon successo nelle radio statunitensi.
Lo stile del disco è un misto di country rock, hardcore rap, southern rock ed heavy metal.

## Accoglienza
Subito dopo la pubblicazione, l'album ricevette critiche prevalentemente positive. Robert Christgau gli diede A–, complimentandosi con l'autore per "aver saputo aggiornare esperienze rap rock nello stile di Licensed to Ill, tenendo testa a gruppi musicalmente affini come Insane Clown Posse, Limp Bizkit e Korn, dando un tocco di qualità con la collaborazione con Eminem."
The Rolling Stone Album Guide diede all'album 4 stelle su 5, considerandolo "una commistione in perfetto stile white trash di chitarre metal, parentesi hip hop e megalomania alla maniera dalla canzone I'm-an-American-band." Stephen Thomas Erlewine, in una recensione retrospettiva per conto di Allmusic, diede all'album 4 stelle e mezzo su 5, considerando Kid Rock "uno degli artefici delle fortunate svolte sonore e tecniche del rock nella seconda metà degli anni novanta, con la pubblicazione di un potente e convincente album rap rock, ancora in grado di reggere il peso degli anni e di scuotere nuovi ascoltatori."
Pitchfork diede invece un punteggio negativo di 1.3 su 10 all'album, sostenendo che "Devil Without a Cause ha il pregio di combinare elementi sonori rap e metal, ma si tratta di una formula musicale vecchia e proposta almeno un milione di volte, di cui non si sentiva affatto il bisogno, tantomento servivano riferimenti musicali recenti nei ritornelli."

## Tracce
1. Bawitdaba – 4:27
2. Cowboy – 4:17
3. Devil Without a Cause – 5:32
4. I Am the Bullgod – 4:50
5. Roving Gangster (Rollin') – 4:24
6. Wasting Time – 4:02
7. Welcome 2 the Party (Ode 2 the Old School) – 5:14
8. I Got One for Ya – 3:37
9. Somebody's Gotta Feel This – 3:09
10. Fist of Rage – 3:23
11. Only God Knows Why – 5:27
12. Fuck Off – 6:13
13. Where U at Rock – 4:24
14. Black Chick, White Guy – 7:08
15. I Am the Bullgod (Remix) (Traccia fantasma) – 9:07

## Formazione
- Kid Rock – voce, chitarra elettrica ed acustica, banjo, sintetizzatore, basso
- Jimmy Bones – tastiere, organo, arpa
- Joe C. – voce
- Stefanie Eulinberg – batteria
- Shirley Hayden – voce secondaria
- Jason Krause – chitarra
- Misty Love – voce secondaria
- Kenny Olson – chitarra solista
- Uncle Kracker – giradischi, voce secondaria

Altri musicisti
- Thornetta Davis – voce (nel brano 6)
- Robert Bradley – voce (nel brano 8)
- Eminem – voce (nel brano 12)
- Kenny Tudrick – chitarra, batteria

## Classifiche

### Classifiche settimanali
| Classifica (1999-00) | Posizione massima |
| -------------------- | ----------------- |
| Austria              | 28                |
| Canada               | 11                |
| Germania             | 82                |
| Nuova Zelanda        | 14                |
| Stati Uniti          | 4                 |

### Classifiche di fine anno
| Classifica (1999) | Posizione |
| ----------------- | --------- |
| Stati Uniti       | 16        |
| Classifica (2000) | Posizione |
| Stati Uniti       | 15        |